# Apache OpenOffice
Apache OpenOffice, AOO (dawniej OpenOffice.org, OOo; powszechnie znany jako OpenOffice, OO) – pakiet oprogramowania biurowego Open Source. W 2011 r. Oracle przekazała kod źródłowy pakietu biurowego OpenOffice.org i wszystkie inne materiały dot. pakietu do dyspozycji Apache Software Foundation. Od tej pory rozwijany jest pod nazwą Apache OpenOffice.
Oprogramowanie Apache OpenOffice jest konkurencyjne dla pakietów: Microsoft Office, Corel, WordPerfect Office i Apple iWork. Jego kod bazuje na starszym pakiecie StarOffice, napisanym przez niemiecką firmę Star Division.
AOO stanowi bezpłatną alternatywę dla Microsoft Office, ale można go też kupić: zwykle w cenę wersji pudełkowej jest wliczony koszt usługi wsparcia technicznego, uaktualnień oraz różne dodatki, np. profesjonalne szablony dokumentów, certyfikat czy program do graficznej obsługi baz danych Kexi.
Komisja Europejska zaleca standard OpenDocument (znany również jako ODF oraz ISO/IEC 26300), jako standard do stosowania w administracji i w biznesie. Używa go jako podstawowy wiele agend i instytucji UE oraz firm prywatnych w Polsce i Europie, jako pełnowartościowy i bezpłatny substytut płatnego oprogramowania biurowego.

## Historia

### OpenOffice.org 1
Firma Sun 13 października 2000 opublikowała kod źródłowy pakietu StarOffice (okrojony jedynie o części nienależące do firmy), powołując jednocześnie do życia projekt OpenOffice.org. Wersja 1 pakietu została wydana 1 maja 2002 roku.

### OpenOffice.org 2
Wersja 2.0 została wydana 20 października 2005 roku. Najważniejszą nowością wersji jest własny system obsługi relacyjnych baz danych (OpenOffice.org Base), unowocześniony został interfejs wywodzący się jeszcze z pakietu StarOffice. Arkusz kalkulacyjny został rozszerzony do 216 = 65 536 wierszy (tyle, ile miał Microsoft Excel do wersji 2003 włącznie), znacznie udoskonalono też program prezentacyjny Impress. Administratorzy otrzymali narzędzia do sieciowej instalacji pakietu. Domyślnym formatem dokumentów został otwarty format plików OpenDocument – zgodny z normą (ISO/IEC 26300).

### OpenOffice.org 3
Wersja 3.0 została wydana w październiku 2008. Wprowadzono w niej możliwość importu dokumentów Office Open XML, obsługę ODF 1.2. Ponadto ulepszono wsparcie dla makr VBA i natywny port dla macOS.
Wersja 3.2 wśród najważniejszych nowości wprowadziła obsługę postskryptowych fontów OpenType oraz zwiększoną szybkością startu Writera i Calca.
Po przejęciu Sun Microsystems przez Oracle na bazie OpenOffice.org 3.3.0 Beta 1 został stworzony w 2010 r. fork projektu o nazwie LibreOffice.
Wersja 3.3 została wydana w styczniu 2011 roku. Zawierała m.in. ulepszenia interfejsu w programie Impress oraz nowy pasek wyszukiwania. Była to ostatnia wersja wydana przez Oracle.

#### Apache OpenOffice 3.4
W 2011 roku Oracle przekazał kod bety OpenOffice.org 3.4 i znak towarowy fundacji Apache. Wersja 3.4 została wydana w maju 2012. Zawierała nowości z bety OpenOffice.org 3.4 oraz nowości zaimplementowane w fundacji m.in. szybszy start, obsługę szyfrowania ODF 1.2, nowe funkcje arkusza kalkulacyjnego, ulepszone tabele przestawne, poprawki wizualizacji i funkcjonalności wykresów, natywną obsługę SVG w obiektach grafiki oraz poprawki szybkości działania.

##### Apache OpenOffice 3.4.1
Pierwsze wydanie poprawkowe wersji 3.4 pakietu. Oprócz 69 poprawek błędów zgłoszonych przez użytkowników, zawiera nowe wersje językowe, poprawki szybkości działania, bezpieczeństwa oraz kompatybilności z Windows 8.

### Apache OpenOffice 4
Następna duża wersja pakietu. Rozpoczęła ona integrację kodu OpenOffice z kodem pakietu biurowego Lotus Symphony, przekazanego przez IBM fundacji Apache. Nowości tej wersji to m.in.:
- przeportowany i ulepszony Sidebar znany z pakietu IBM[6]
- nowa paleta kolorów i nowe gradienty
- ulepszony podgląd wydruku
- ulepszenia w obsłudze grafik svg i bitmapowych
- nowe funkcje w arkuszu kalkulacyjnym
- poprawki kompatybilności z formatami Microsoft Office zarówno starszymi binarnymi, jak i nowymi OOXML
- ponad 500 poprawek błędów i stabilności[7].

Najnowszą, wydaną przez Apache Software Foundation, jest wersja 4.1.8 z 10 listopada 2020 roku, która naprawia kilka błędów, oraz zawiera inne drobne poprawki.

## Składniki pakietu
- Procesor tekstu – Writer
- Arkusz kalkulacyjny – Calc
- Edytor grafiki – Draw
- Edytor prezentacji – Impress
- Program do tworzenia baz danych – Base
- Program do tworzenia wzorów matematycznych – Math

## Formaty dokumentów
Macierzysty format dokumentów AOO jest określony w otwartej specyfikacji OASIS, są to pliki oparte na XML i skompresowane zipem, o rozszerzeniach:
- OpenOffice.org Writer – ODT (dawniej SXW)
- OpenOffice.org Calc – ODS (dawniej SXC)
- OpenOffice.org Impress – ODP (dawniej SXI)
- OpenOffice.org Draw – ODG (dawniej SXD)
- OpenOffice.org Math – ODF (dawniej SXM)
- OpenOffice.org Base – ODB

Od serii 2.x rozszerzenia są zgodne z nazewnictwem OASIS.
Pakiet obsługuje też (eksport lub import) między innymi dokumenty Microsoft Office (DOC, XLS, PPT, RTF), formaty graficzne (BMP, GIF, JPG, PNG, EMF, WMF), pliki tekstowe, bazy danych w formacie dBASE (DBF), pliki AutoCADa (DXF), wzory matematyczne w formacie MathML (MML) oraz eksport do formatu PDF i LaTeX.
Od wersji 3.0 obsługuje również dokumenty Microsoft Office 2007 (DOCX). Wersja 2.0 obsługiwała ten format częściowo, dlatego firma Novell dla dystrybucji SUSE oraz dla własnego forka OpenOffice.org, stworzyła wtyczkę, pozwalającą w pełni operować także na tym formacie pliku.

## Platformy i języki
Program jest dostępny na wiele różnych platform sprzętowych i systemów operacyjnych.
OpenOffice.org przygotowuje gotowe pakiety binarne dla:
- Windows
- macOS
- Linux x86
- Linux PPC
- Solaris
- FreeBSD.

Ponadto trwają prace nad przeportowaniem pakietu dla systemu Zeta (a w konsekwencji również Haiku).
Aplikacja dostępna jest również w wersji przenośnej (portable), która nie wymaga instalacji i może być uruchamiana z pamięci USB lub dysku CD.
OOo przetłumaczono na ponad 60 języków – w tym także na polski.

## Język polski i wersja 2.0
Ministerstwo Nauki i Informatyzacji podpisało 13 lipca 2005 z firmą Ux Systems umowę dotyczącą przetłumaczenia pełnej dokumentacji użytkownika pakietu OpenOffice.org 2.0 na język polski w szczególności systemu pomocy, czyli dokumentacji zawartej w programie.
System pomocy został upowszechniony zgodnie z zasadami licencji GNU GPL.